# Chaumergy
Chaumergy – miejscowość i gmina we Francji, w regionie Burgundia-Franche-Comté, w departamencie Jura.
Według danych na rok 1990 gminę zamieszkiwało 398 osób, a gęstość zaludnienia wynosiła 65 osób/km² (wśród 1786 gmin Franche-Comté Chaumergy plasuje się na 380. miejscu pod względem liczby ludności, natomiast pod względem powierzchni na miejscu 717.).